# Kamendaka hargreavesi
Kamendaka hargreavesi är en insektsart som först beskrevs av Frederick Arthur Godfrey Muir 1928.  Kamendaka hargreavesi ingår i släktet Kamendaka och familjen Derbidae. Inga underarter finns listade i Catalogue of Life.